# مدار رأس‌السرطان

نقشه جهان که در آن راس‌السرطان مشخص شده است.

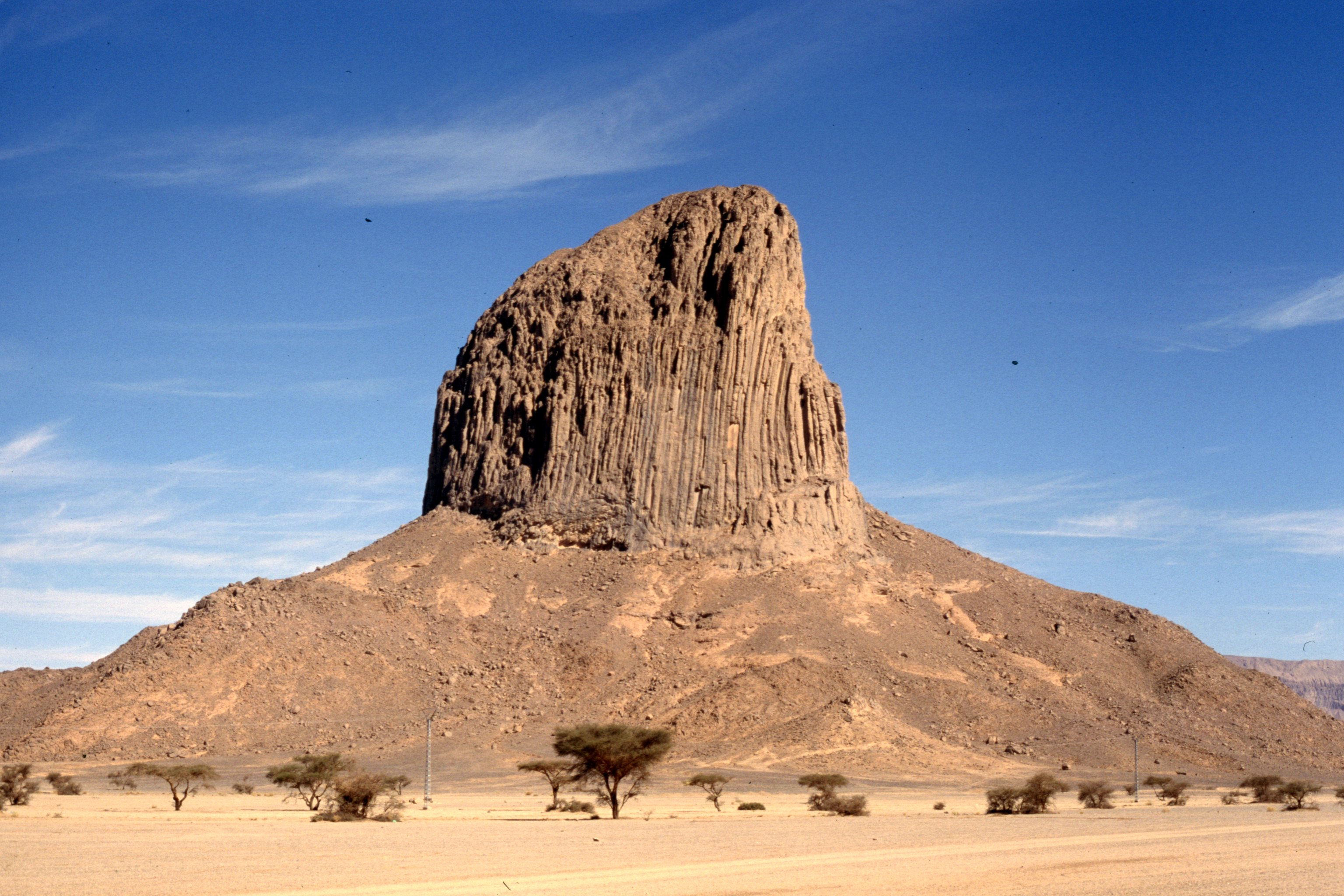
کوه‌های هوگار در جنوب الجزایر و بر روی مدار رأس‌السرطان واقع شده‌اند.

مدار رأس‌السرطان یا به فارسی سره، پرگارهٔ خرچنگ (به انگلیسی: Tropic of cancer) که مدار شمالی نیز نامیده می‌شود، یکی از پنج (مدار) مهم جغرافیایی است که در نقشه‌های زمین مشخص می‌شود و شمالی‌ترین عرض جغرافیایی زمین به حساب می‌آید که هر ساله یک روز خورشید در این مدار به صورت عمود می‌تابد که به آن انقلاب تابستانی می‌گویند. در این رویداد که انقلاب ژوئن نیز نامیده می‌شود، نیم‌کره شمالی با حداکثر میزان خود به سمت خورشید متمایل شده است
مدار رأس‌السرطان در حال حاضر (با استفاده از فرمولی که پیوسته به‌روزرسانی می‌شود) در عرض جغرافیایی ۲۳°۲۶′۰۹٫۶″ (یا ۲۳٫۴۳۵۹۹°) شمالی قرار دارد.

## نام
این مدار که معنی نام آن «سر خرچنگ» است مدار عرض جغرافیایی ۲۳ درجه و حدود ۲۷ دقیقه شمالی کره زمین است. آفتاب در روز اول تابستان (روز اول تیر ماه) در نیم کرهٔ شمالی به نقاط واقع در روی این مدار، عمودی می‌تابد. در انقلاب تابستانی (در ۳۱ خرداد یا اول تیر ماه هرسال) در مناطقی که در این ناحیه از زمین قرار دارند هنگام ظهر خورشید در سرسو یعنی دقیقاً در بالای سر قرار می‌گیرد. در مناطق بالاتر از این مدار خورشید همیشه در جنوب نقطه سرسو قرار دارد. سرطان (خرچنگ) نام صورت فلکی شمالی‌ای است که خورشید در حدود ۲۰۰۰ سال پیش در آن قرار می‌گرفته است. امروزه به دلیل حرکت تقدیمی زمین صورت فلکی گاو در این مکان قرار دارد.

## جابه‌جایی و تغییرات
این مدار، در سال ۲۰۰۰ موازی با عرض جغرافیایی "۲۱٬۵ '۲۶ °۲۳ شمال استوا بوده و طی نوساناتی تا سال ۲۰۱۰ به فاصلهٔ "۱۶٬۸ '۲۶ °۲۳ و تا سال ۲۰۲۰ به عرض مداری "۱۲٬۱ '۲۶ °۲۳ رانده می‌شود. در دهه‌های اخیر این مدار سالانه "۰٬۴۷ (۰٬۴۷ ثانیه قوسی) یعنی حدود ۱۵ متر به استوا عقب می‌کشد. برای اطلاعات بیشتر از نوسانات مداری آن مدار جغرافیایی را بنگرید.

## اقلیم
محدوده جنوب آن تا خط استوا منطقه مدارگانی شمالی، و محدوده شمال آن تا مدار قطبی شمال، منطقه معتدل شمالی نامیده می‌شود.

## جغرافیا
سرزمین‌های مهمی که راس‌السرطان از آن می‌گذرد:
| سرزمین              | یادداشت |
| ------------------- | --- |
| الجزایر             | |
| نیجر                | |
| لیبی                | مناطق حاره‌ای در شمالی‌ترین نقطه از آن لمس می‌کند چاد                                                                         |
| مصر                 | |
| دریای سرخ           | |
| عربستان سعودی       | ۱۴۰ کیلومتری جنوب ریاض – ۲۲۳٫۲ کیلومتری شمال مکه (کعبه) مابین دو شهر نزدیک به هم السدر و الفقیره - ۱۱۳ کیلومتری جنوب مدینه |
| امارات متحده عربی   | فقط ابوظبی - ۵۷ کیلومتری جنوب خلیج فارس در شرق امارت ابوظبی هم‌مرز عربستان سعودی.                                           |
| عمان                | ۱۹ کیلومتری جنوب مسقط |
| اقیانوس هند         | دریای عرب |
| هند                 | ایالت گجرات، راجستان، مادایا پرادش. چتیسگر، جارکند، بنگال غربی                                                             |
| بنگلادش             | استان کولنا، استان داکا، استان چیتاگونگ                                                                                    |
| هند                 | ایالت تریپورا |
| بنگلادش             | استان چیتاگونگ |
| هند                 | ایالت میزورام |
| میانمار (Burma)     | |
| چین                 | |
| تنگه تایوان         | |
| تایوان              | تایوان |
| اقیانوس آرام        | |
| ایالات متحده آمریکا | هاوائی — فقط در منطقه دریا، هر جزیره ای را از دست می‌دهد، و بین جزیره نیهوا و گردنر عبور می‌کند                              |
| مکزیک               | شبه‌جزیره باخا کالیفرنیا |
| خلیج کالیفرنیا      | |
| مکزیک               | ایالات سینالوآ، دورانگو، ساکاتکاس، سن لوئیس پوتوسی، نوئوو لئون و تامائولیپاس                                               |
| خلیج مکزیک          | |
| تنگه فلوریدا        | |
| باهاما              | جورج تاون، جزایر باهاما و جزیره لانگ                                                                                       |
| اقیانوس اطلس        | |
| صحرای غربی          | مدعی توسط مراکش |
| موریتانی            | |
| مالی                | |
| الجزایر             | |